# Marceli Sprusiak
Marceli Sprusiak (ur. 1881 w Łodzi, zm. 28 sierpnia 1938) – artysta malarz, profesor, kierownik rytowni i produkcji wzorów do tkanin włókienniczych w fabryce Izraela Poznańskiego w Łodzi.

## Życiorys
Ukończył w Łodzi szkołę średnią. W 1903 przeniósł się do Paryża, w którym ukończył Ecole Nationale des Arts Décoratifs. Na studiach zdobył srebrny i złoty medal oraz dyplom. Po powrocie do Polski, zajął się propagowaniem sztuki tworzenia wzorów do tkanin, a także malarstwem sztalugowym, malując pejzaże, motywy architektoniczne i martwe natury. Jednocześnie pracował w gimnazjum, szkole włókienniczej, a także w szkole stuk pięknych przy ul. Długiej 29 w Łodzi. Ponadto po 1912 podjął pracę jako kierownik rytowni i produkcji wzorów do tkanin włókienniczych w fabryce Izraela Poznańskiego w Łodzi, będąc jednym z łódzkich pionierów w branży projektowania wzornictwa tkanin.
Wystawiał swoje prace na wielu wystawach krajowych, m.in. w Częstochowie (1909), gdzie zdobył złoty medal, a także wystawiał je w Łodzi i warszawskiej „Zachęcie”. Był współtwórcą Polskiego Związku Zawodowego Łódzkich Artystów Plastyków. Po jego śmierci, w listopadzie 1938, jego prace były wystawiane na 5-tej zbiorowej wystawa Polskiego Związku Łódzkich Artystów Plastyków w Łodzi.

### Życie prywatne
Był ojcem malarza – Tadeusza Sprusiaka (1907–1985)
Został pochowany w części rzymskokatolickiej Starego Cmentarza w Łodzi.